# Danny Bejarano
Danny Bryan Bejarano Yañez (ur. 3 stycznia 1994 w Santa Cruz) – boliwijski piłkarz występujący na pozycji pomocnika w greckim klubie Panetolikos oraz w reprezentacji Boliwii. Znalazł się w kadrze na Copa América 2015.